# Parco di Gezi
Il parco di Gezi (in turco: Gezi Parkı) è un parco urbano a piazza Taksim, nel distretto Beyoğlu di Istanbul. È uno dei più piccoli parchi di Istanbul. Nel maggio 2013, il progetto per la sostituzione del parco con una ricostruzione della ex caserma di Taksim (demolita nel 1940), da destinare a centro commerciale, ha scatenato una diffusa ondata di proteste nel Paese.

## Storia
Sul terreno dell'odierno parco di Gezi nel 1806 fu costruita una caserma militare chiamata “caserma d'artiglieria Halil Pascià”. Era un imponente edificio progettato in stile architettonico ottomano, russo e indiano. La caserma subì pesanti danni durante l'incidente del 31 marzo 1909, ai quali non fu mai definitivamente posto rimedio.
Nel 1936, l'architetto e urbanista francese Henri Prost fu invitato in Turchia dal presidente Atatürk e incaricato della preparazione di un piano urbano per Istanbul che durò fino al 1951. In accordo con quanto previsto dal piano di Prost, la caserma fu demolita nel 1940 dal sindaco Lütfi Kırdar (in carica dal 1938 al 1949).
Negli anni antecedenti alla demolizione, il cortile interno della caserma fu adibito come stadio di Taksim, dove la nazionale di calcio della Turchia giocò la sua prima partita internazionale, il 26 ottobre 1923, contro la nazionale romena. La partita finì 2-2.
Il piano di Prost, che entrò in vigore nel 1939, prevedeva tra l'altro un grande parco verde chiamato parco n. 2, che avrebbe coperto un'area di 30 ettari tra le località Taksim, Nişantaşı e Maçka estesa al Bosforo, inclusa la valle Dolmahçe. Il grande parco era concepito per offrire ristoro e spazio verde agli abitanti di Istanbul, e successivamente, con la crescita della città, anche ai turisti.
La realizzazione del progetto fu completata nel 1943, e l'area fu inaugurata, con il nome di “parco İnönü”, in onore del secondo presidente İsmet İnönü, dal sindaco Lütfi Kırdar in persona. L'area coperta dal parco si ridusse negli anni successivi a causa della costruzione di grandi hotel. Tuttavia il parco rimase un'importante area di ristoro all'interno del centro cittadino e il suo aspetto cambiò spesso a seguito di ristrutturazioni.